# Coma joánica

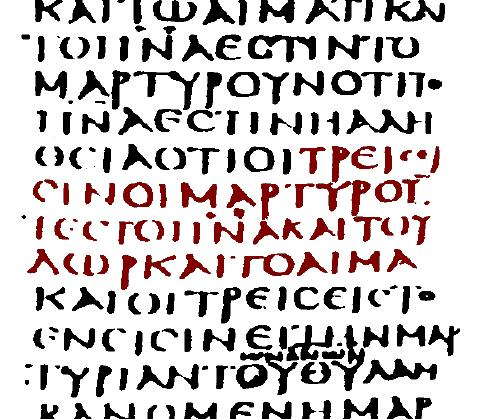
Un extracto del Códice sinaítico 330 d.c. - 350 d.c. ("El más antiguo códice completo en griego disponible en la actualidad") que no incluye la 'Coma Joánica'.
El texto en color púrpura dice:
"treis eisin oi martyrountes to pneuma kai to ydor kai to aima"
(‘porque tres son los que dan testimonio: el espíritu y el agua y la sangre’).

La coma joánica (en latín, comma johanneum), también conocida como 'coma juanina', 'paréntesis joánico', 'cláusula joánica' o 'apócrifo joánico', es el nombre dado a una frase (coma) interpolada en el texto de la Primera Epístola de Juan capítulo 5 versículos 7 y 8, presuntamente apócrifa, que podría haberse incorporado como una glosa desde el siglo IV, para luego ser añadida al texto de la epístola en la Vulgata Latina.
El texto original, según la Biblia de Jerusalén, dice:

Pues tres son los que dan testimonio: el Espíritu, el agua y la sangre; y los tres convienen en lo mismo.
1 Juan 5: 7-8

Los mismos versículos, con el texto conocido como la coma joánica, son citados así en la Reina-Valera:

Porque tres son los que dan testimonio en el cielo: el Padre, el Verbo y el Espíritu Santo; y estos tres son uno. Y tres son los que dan testimonio en la tierra: el Espíritu, el agua y la sangre; y estos tres concuerdan.
1 Juan 5: 7-8

No existe un consenso general sobre la autenticidad de la 'coma juanina'. Sin embargo, un amplio sector defiende su uso tradicional, porque desde su punto de vista, la coma joánica sirve como apoyo para el dogma de la Santísima Trinidad.
La cláusula joánica figura en la mayoría de las traducciones bíblicas publicadas desde 1522 hasta la última parte del siglo XIX, debido al uso generalizado de la tercera edición del Textus Receptus que fue elaborado por Erasmo de Róterdam, y fue utilizado como la única fuente para la traducción en ese periodo. La coma joánica, en cambio, no apareció en las dos primeras versiones del Textus Receptus, de 1516 y 1519.

## Origen de la coma joánica
Este texto podría haberse añadido como una glosa ya en el siglo IV y fue agregada al texto de la epístola en la Vulgata latina cerca del año 800.
La coma joánica no era conocida durante las primeras controversias sobre el dogma de la Trinidad que se dieron en los siglos III y IV. De haber conocido la frase, aquellos tempranos defensores del dogma de la Trinidad, tales como Tertuliano, Orígenes y Atanasio, ciertamente la habrían empleado. No obstante, la cita está ausente de todas sus argumentaciones.
Asimismo, esta frase está ausente en los manuscritos de todas las versiones bíblicas antiguas (siria, copta, armenia, etíope, árabe y eslavónica). La coma joánica tampoco se encuentra en los escritos de uno de los más notables y prolíficos escritores trinitarios, San Agustín.
El Codex Fuldensis, una copia de la Vulgata aproximadamente del año 546, contiene un prólogo a los evangelios canónicos que parece hacer referencia a la coma joánica, pero en la versión de 1 Juan omite la cláusula joánica, lo que ha llevado a muchos a creer que dicho prólogo es falso.
En el siglo VIII, la añadidura aparece en latín en las copias de la Vulgata. La primera mención de la coma joánica en griego se encuentra en la versión (latina) de las actas del IV Concilio de Letrán, en 1215. Solo a partir del siglo XVI, la coma joánica aparece en manuscritos bíblicos en griego.

Los versículos 7 y 8 [...] constituyen, sin duda alguna, una glosa marginal, que algún escriba poco escrupuloso intercaló en el texto, al pensar que era buena oportunidad para fundamentar el dogma trinitario. Dichas frases faltan en todos los manuscritos griegos de la antigüedad y aún en las primeras versiones latinas, pero fue introducido en la Vulgata y pasó al Textus Receptus o Texto Recibido. La interpolación rompe totalmente el hilo de la argumentación de Juan
Comentario Bíblico de Matthew Henry, Traducido y Adaptado al Castellano por Francisco Lacueva. Editorial Clie. pág. 1897

## Evidencia manuscrita
La posición sobre 1 Juan 5:7-8 del Nuevo Testamento Griego de Nestle-Aland (NA27), y de las Sociedades Bíblicas Unidas (UBS4) se basa en tres variantes. Las Sociedades Bíblicas Unidas reflejan su preferencia por la primera variante {A}, significando que es "casi cierto" que refleje el texto original. La segunda variante es una versión griega más larga, encontrada en solo cuatro manuscritos, pero también en los márgenes de otros tres y en algunas lecturas minoritarias de leccionarios. 
Todos los demás centenares de manuscritos griegos que contienen a 1 Juan, apoyan a la primera variante. La tercera variante solo se encuentra en latín, en una clase de manuscritos de La Vulgata y en tres trabajos patrísticos. Las otras dos vertientes de la Vulgata omiten la coma, así como también más de una docena de los llamados Padres de la Iglesia que citan aquellos versos. La variante latina es considerada una glosa trinitaria explicativa, proveniente de la segunda variante griega.

## Textos sin la coma joánica
«μαρτυροῦντες τὸ πνεῦμα καὶ τὸ ὕδωρ καὶ τὸ αἷμα»
Codex Sinaiticus

«Testigos, el Espíritu, y el agua, y la sangre»
Traducción al español

Evidenciada en: Códice Sinaítico, Códice Alejandrino, Códice Vaticano; en otros códices unciales 048, 049, 056, 0142; en los textos con minúsculas 33, 81, 88, 104, y otros minúsculos como el Texto mayoritario bizantino; la mayoría de Leccionarios, en particular el Menologion, o bsp;598; en latín antiguo (Codex Vercellensis IV, y Códice schlettstadtensis (VII/VIII),
Vulgata (John Wordsworth and Henry Julian White edition and the Stuttgart),
siríaca,
cóptica (sahídica y bohaírica),
y otras traducciones; Ireneo (fallecido en 202),
Clemente de Alejandría (fallecido en 215),
Tertuliano (fallecido en 220),
Hipólito de Roma (fallecido en 235),
Orígenes (fallecido en 254),
Cipriano (fallecido en 258), y
otras citas de los llamados Padres de la Iglesia.}}

## La coma en griego
No se encuentra en ningún leccionario. Se evidencia en el Minúsculo 61 (Códice montfortiano, c. 1520),
629 (Códice ottoboniano, siglo XIV o XV),
918 (siglo XVI), 2318 (siglo XVIII).

## La coma a los márgenes de manuscritos en griego
Se evidencia al margen del Minúsculo 88 (Códice regis, del siglo XI con la escritura marginal del siglo XVI), 221 (del siglo X con la nota al margen de los siglos XV o XVI), 429 (del siglo XIV, con la nota al margen del siglo XVI), 636 (siglo XVI); algunas variantes minoritarias escritas en leccionarios.

## La coma en latín
«7Testimonium dicunt [o dant] in terra, spiritus [o: spiritus et] aqua et sanguis, et hi tres unum sunt in Christo Iesu, 8et tres sunt, qui testimonium dicunt in caelo, pater verbum et spiritus.»
Vulgata

«7dan testimonio en la tierra, espíritu, agua y sangre, y estos tres son uno en Cristo Jesús
8 y tres que dan testimonio en el cielo, son el padre, la palabra y el espíritu.»
Traducción al español

Toda la evidencia de las citas de los siguientes Padres:
Clemente en la edición traducida de la Vulgata;
cita seudo augustina en Speculum peccatoris (V),
también (con alguna variación) Prisciliano (fallecido en 385), Líber apologéticus y Fulgentius de Ruspe (fallecido en 527) respondiendo contra los arrianos.

## Erasmo y elTextus Receptus

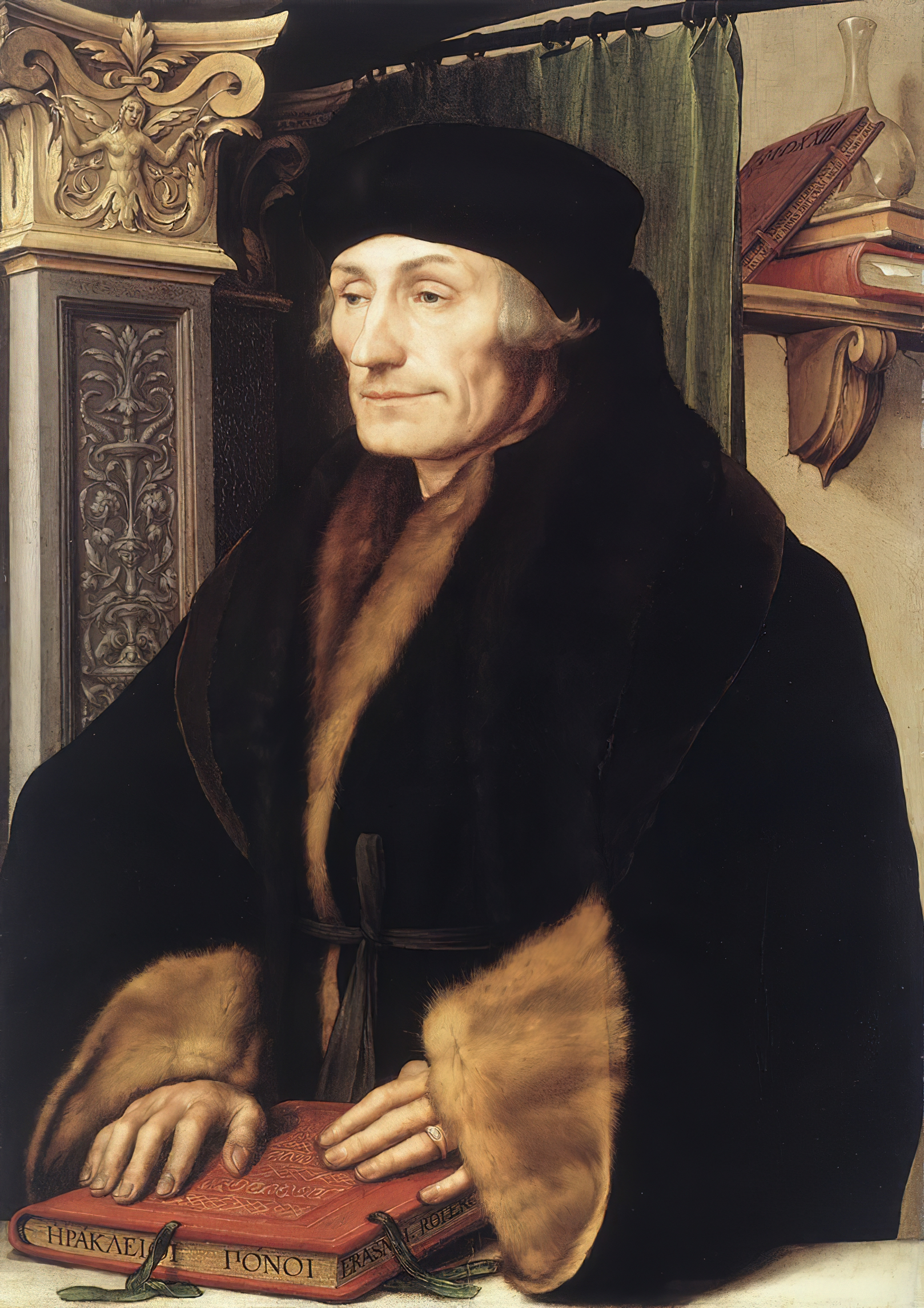
Erasmo de Róterdam en 1523.

En el siglo XVI, la figura central en la historia de la coma joánica fue el humanista Erasmo de Róterdam (1466-1536), aunque este texto ya había sido cuestionado anteriormente por el humanista italiano Lorenzo Valla. Erasmo estuvo trabajando durante años en el proyecto de compilar los textos griegos y latinos del Nuevo Testamento. En 1512, comenzó su trabajo para la compilación del Nuevo Testamento en latín. Recogió todos los manuscritos de la Vulgata que pudo encontrar para crear una edición crítica.
En 1516, fue publicada una segunda edición que contenía la compilación del Nuevo Testamento en latín y en griego. Esta segunda edición, terminó por convertirse en una importante fuente para la traducción de la Biblia al alemán, efectuada por Martín Lutero.
López de Zúñiga reprochó a Erasmo que en su texto faltaba una parte de 1 Juan 5 7-8, ahora conocida como Coma Juanina, y Erasmo respondió que no la había encontrado en ningún manuscrito griego. Erasmus prometió insertarla en ediciones posteriores con la condición de que se encontrase un solo manuscrito griego con esa frase. La tercera edición, de 1522 incluyó la Coma Juanina, ya que fue encontrada en un manuscrito elaborado tardíamente, de comienzos del siglo XVI o finales del XV, la Minúscula Gregory 61 (Codex Britannicus o Codex Montfortianus), aunque Erasmo expresó sus dudas sobre su autenticidad en sus «Anotaciones».
Esta tercera edición se convirtió en la principal fuente de traducción de la versión de Casiodoro de Reina y Cipriano de Valera, con lo que la coma joánica fue fijada en aquella célebre versión bíblica en idioma español. De igual forma, esa tercera edición, sirvió de base para la traducción a los más importantes idiomas de Europa, y por eso las versiones bíblicas elaboradas durante los siglos XVI al XIX llegaron a incluir la coma joánica.

## Crítica moderna
Las versiones modernas de la Biblia han tomado diferentes posiciones acerca de la coma joánica. Algunas la han dejado en letra cursiva para reflejar su controvertida autenticidad. Otras la han omitido por completo por considerarla una añadidura apócrifa, o la han relegado a una nota a pie de página, explicando las dudas sobre su veracidad.
Se presentan ejemplos de versiones modernas en idioma español, que omiten la coma joánica.

7 Porque tres son los que dan testimonio*: 8 el Espíritu, el agua y la sangre, y el testimonio de los tres es único.
Versión oficial de la Conferencia Episcopal Española

7 Porque tres son los que dan testimonio: 8el Espíritu, el agua y la sangre; y estos tres concuerdan.
La Biblia Textual, Sociedad Bíblica Iberoamericana

7 Tres son los que dan testimonio, 8y los tres están de acuerdo: el Espíritu, el agua y la sangre.
Nueva versión internacional

7 Tres son, pues, los que dan testimonio: 8el Espíritu, el agua y la sangre, y los tres coinciden en lo mismo.
Biblia latinoamericana

7 Pues tres son los que dan testimonio: 8el Espíritu, el agua y la sangre, y los tres convienen en lo mismo.
Biblia de Jerusalén

7 Porque tres son los que testifican, 8el Espíritu, el agua y la sangre, y los tres se reducen a uno solo.
Nácar-Colunga

7 Tres son los testigos: 8el Espíritu, el agua y la sangre
Dios habla hoy

7 Hay tres testigos: 8el Espíritu, el agua y la sangre, y los tres están de acuerdo en su testimonio.
Palabra de Dios para todos

7 Y el espíritu da testimonio, porque el espíritu es la verdad. 8Y tres son los testigos: el espíritu, el agua y la sangre, y los tres concuerdan.
Peshita en español

7 Son tres los que nos enseñan que esto es verdad: 8el Espíritu de Dios, el agua del bautismo, y la sangre que derramó Jesús al morir en la cruz. Y las tres dicen lo mismo.
Biblia en lenguaje sencillo

7 Sabemos que Jesucristo vino al mundo por medio de agua y de sangre: no solo por medio del agua, sino por el agua y por la sangre vertida en la cruz. De esto da testimonio el Espíritu Santo, que es la verdad misma, y de ese modo los testigos son tres. 8que concuerdan entre sí: el Espíritu Santo, el agua y la sangre.
Castillian

7 οτι (porque) τρεις (tres) εισιν (son) οι (los) μαρτυρουντες (dando testimonio).
8 το (el) πνευμα (espíritu) και (y) το (el) υδωρ (agua) και (y) το (la) αιμα (sangre) και (y) οι (los) τρεις (tres) εις (hacia dentro) το (el) εν (uno) εισιν (son).
Interlineal griego-español (programa E-Sword)

7 Porque hay tres que dan testimonio: 8el espíritu y el agua y la sangre, y los tres están de acuerdo.
Traducción del Nuevo Mundo de las Santas Escrituras (de los testigos de Jehová)

7 Porque tres son los que dan testimonio: 8 el espíritu, y el agua, y la sangre: y estos tres concuerdan en uno.
Biblia Reina Valera Restaurada Revisión 2016.

7 Porque tres son los que dan testimonio: 8 el Espíritu, el agua y la sangre; y estos tres concuerdan en uno.
Biblia Reina Valera Actualizada 1989.

## Evidencia interna
Las diferentes corrientes teológicas cristianas están de acuerdo en que uno de los mensajes principales del capítulo 5 de la Primera Epístola de Juan, es que Jesús es el Cristo, el Hijo de Dios.
Así, inmerso dentro de ese contexto, lo que transmite 1 Juan 5:7-8, es que los creyentes tienen un testimonio triple de que Jesús es el Hijo de Dios, y ese testimonio ha sido dado (1) por el Espíritu Santo (2) por el testimonio que fue dado en el bautismo de Cristo (o testimonio del agua) y (3) por el testimonio que fue dado cuando Jesús derramó su sangre en la cruz (o testimonio de la sangre).

De la victoria por la fe en el Hijo de Dios, pasa Juan ahora a describir las credenciales que nos atestiguan la verdad sobre la persona y la obra de Jesucristo. Tenemos en los versículos: 1) Lo testificado (v. 6a); 2) Los testificantes (vv. 6b-8); 3) La garantía del testimonio (vv. 9, 10); y 4) La consecuencia de la aceptación del testimonio (vv. 11, 12). La primera parte del versículo 6, donde se halla el contenido de lo que Juan testifica, no se puede entender si no se recuerda la enseñanza de los gnósticos sobre la persona y la obra de Cristo. Según ellos, el Cristo celestial vino sobre el Hombre-Jesús después de ser este bautizado en el Jordán, y le abandonó antes de que padeciera la muerte en la Cruz. A esto responde Juan: (A) "Este es el que vino a través de agua y sangre, Jesucristo" (lit.) Es decir, Jesús era ya el Cristo antes de ser bautizado, pues el Cristo vino a través de agua, siguió siendo el Cristo cuando murió en la Cruz, pues pasó a través de sangre. (B) Insiste en la segunda frase del mismo versículo 6, en que no solo (vino) en el agua (del bautismo), sino en el agua (del bautismo) y en la sangre (de la Cruz). Viene a decir en estas frases que el Cristo (¡El Mesías!) se hallaba ya en el agua del Jordán, cuando Jesús estaba siendo bautizado, y en la sangre de su sacrificio, cuando fue crucificado.
Comentario bíblico de Matthew Henry, traducido y adaptado al castellano por Francisco Lacueva. Editorial Clie. pág. 1897

En definitiva, de forma ya comúnmente aceptada entre la mayoría de estudiosos de múltiples corrientes y tendencias, se considera que la inserción de la coma joánica en el texto de 1 Juan 5:7-8 es un texto añadido posteriormente a la redacción original de la epístola de Juan.